# Gavril Dudulescu
Gavril Dudulescu a fost un deputat în Marea Adunare Națională de la Alba Iulia, organismul legislativ reprezentativ al „tuturor românilor din Transilvania, Banat și Țara Ungurească”, cel care a adoptat hotărârea privind Unirea Transilvaniei cu România, la 1 decembrie 1918. Studiile le-a terminat la Preparandia din Arad. De profesie a fost învățător în Girișu Negru..

## Activitatea politică
Gavril Dudulescu a fost deputat în Adunarea Națională din 1 decembrie 1918 a fost delegat al Reuniunii învățătorilor ortodocși din Bihor. ..